# Waynesville (Illinois)
Waynesville és una població dels Estats Units a l'estat d'Illinois. Segons el cens del 2000 tenia 452 habitants.

## Demografia
Segons el cens del 2000, Waynesville tenia 452 habitants, 185 habitatges, i 133 famílies. La densitat de població era de 545,4 habitants/km².
Dels 185 habitatges en un 30,3% hi vivien nens de menys de 18 anys, en un 57,8% hi vivien parelles casades, en un 7% dones solteres, i en un 28,1% no eren unitats familiars. En el 24,3% dels habitatges hi vivien persones soles el 14,1% de les quals corresponia a persones de 65 anys o més que vivien soles. El nombre mitjà de persones vivint en cada habitatge era de 2,44 i el nombre mitjà de persones que vivien en cada família era de 2,86.
Per edats la població es repartia de la següent manera: un 23,9% tenia menys de 18 anys, un 8% entre 18 i 24, un 27,7% entre 25 i 44, un 25,2% de 45 a 60 i un 15,3% 65 anys o més.
L'edat mediana era de 39 anys. Per cada 100 dones de 18 o més anys hi havia 104,8 homes.
La renda mediana per habitatge era de 40.588 $ i la renda mediana per família de 41.731 $. Els homes tenien una renda mediana de 30.481 $ mentre que les dones 22.115 $. La renda per capita de la població era de 16.640 $. Aproximadament el 4,2% de les famílies i el 7,8% de la població estaven per davall del llindar de pobresa.

## Poblacions més properes
El següent diagrama mostra les poblacions més properes.